# Kristian Gaarde
Kristian Gaarde (født 10. juni 1989) er en dansk fodboldspiller.

## Profil
Han har fået sin fodbold opdragelse i Næsby Boldklub. Han skiftede som U17 spiller til OB. I de første år som senior spillede han på OB’s andet hold, og var en dominerende faktor til, at de i sæsonen 2008/2009 endte som toer i 2. Division Vest. Efter nogle succesfulde år i 2. Division Vest, drog han videre til FC Vestsjælland, dog endte dette ophold mindre succesfuldt. Han vendte dernæst tilbage til rødderne, hvor han opblomstrede, og var en stor faktor til  Næsby Boldklubs flotte 2011/2012 sæson. I Næsby Boldklub opnåede han bl.a. at blive anfører for klubbens 1. hold.
I juli 2013 skrev han under på en 1-årig kontrakt med Vejle Boldklub og i januar 2014 underskrev han en kontrakt på yderligere to år.